# Kasernenfeldwebel
Der Kasernenfeldwebel (KasFw) bezeichnet bei der Bundeswehr zumeist die Dienststellung des dienstältesten (nicht notwendigerweise dienstgradhöchsten) Feldwebels einer Kaserne oder eines vergleichbaren militärischen Objekts (etwa Stab des Studentenbereichs einer Bundeswehrhochschule). Er ist nicht zu verwechseln mit dem Standortfeldwebel, der ähnliche Aufgaben hat, diese jedoch kasernenübergreifend regelt und dem er nachgeordnet ist.
Der Kasernenfeldwebel ist u. a. zuständig für militärische Sicherheitsfragen inner- und außerhalb der Kaserne. Der Kasernenfeldwebel kann aufgrund seiner Dienststellung dem Offizier vom Wachdienst (OvWa) gegenüber weisungsbefugt sein, jedoch niemals befehlsbefugt (§ 3 Vorgesetztenverordnung (VorgV)). Zur Durchsetzung von Befehlen muss der Kasernenfeldwebel den Kasernenkommandanten bemühen. Dieser ist aufgrund seiner Dienststellung nach § 3 VorgV dem OvWa vorgesetzt und darf ihm Befehle erteilen.